# Трецце
Трецце — небольшой остров площадью 0,5 км² в Венецианской лагуне. Расположен между каналами «Дворец Трезини» и «Витторио Эммануэлле», к западу от искусственного острова Тронкетто.

## История
Как и на других небольших островах, расположенных между Венецией и материком, на Трецце были размещены небольшие защитные сооружения эпохи Венецианской республики. После падения республики остров оставался неиспользованным до 1975 года, когда был арендован у государства компанией VeneziaGas, впоследствии поглощенной компанией Italgas.